# 正義と人権を守り明日の日本を考える救国斬奸党
正義と人権を守り明日の日本を考える救国斬奸党（せいぎとじんけんをまもりあすのにほんをかんがえるきゅうこくざんかんとう）は、福田拓泉・撫子夫妻が20余有していた個人政党の内の一つ。略称「救国党」。

## 沿革
- 1986年5月19日 設立届出。
- 同年の第14回参議院議員通常選挙では、比例代表区に9名、選挙区に1名（＝大物右翼の深作清次郎）を擁立。

東京都選挙区の政見放送で深作は、福田夫妻や救国党の事には触れぬまま、アカペラ軍歌を交えつつ、極東の脅威をいつも通りのテンションで訴え、また比例代表区の政見放送には、同党の候補者ではない中鉢一夫なる人物が、同党の青年行動隊長（青年・婦人部長）として登場し、福田夫妻と共に、迫力ある街宣口調で金権政治打破と政界浄化を訴えたが、全員落選した。
- 続く1989年の第14回参議院議員通常選挙に際して、代表の福田拓泉は、本項で述べる『～救国斬奸党』とは別個の『救国党』を、5月8日に設立。更に5月29日には『ミニ政党大連合』を設立し、この2党と、夫人の福田撫子が代表を務める『社会を明るく住みよくする全国婦人の会』とが合同した、『全婦会救国党ミニ政党悪税消費税反対大連合』を結成。その代表に納まった。
- 1994年度（平成6年度）版『政治団体名簿』から一旦名前が落ちるが、事務所を東京都足立区から宮崎県都城市に移した上で、翌1995年度版から復活（1995年3月22日設立届出）。
- 1997年 福田拓泉が宮崎県議会議員補欠選挙（都城市選挙区）への立候補を一旦は表明したが、断念した。
- 2003年頃、活動停止した模様。